# Чемпионат Республики Корея по кёрлингу среди смешанных пар
Чемпионат Республики Корея по кёрлингу среди смешанных пар (кор. 한국컬링선수권대회, англ. Korean Mixed Doubles Curling Championship) — ежегодное соревнование смешанных парных команд (смешанных пар) Республики Корея по кёрлингу (команда должна состоять из одного мужчины и одной женщины; см. Парный кёрлинг (смешанный парный разряд)). Проводится с сезона 2015—2016. Организатором является Ассоциация кёрлинга Республики Кореи (кор. 한국의 컬링 협회 공화국, англ. Curling Association Republic of Korea).
Победитель чемпионата получает право до следующего чемпионата представлять Республику Корея на международной арене как смешанная парная сборная Республики Корея.

## Годы и команды-призёры
Состав команд указан в порядке: женщина, мужчина.
| Год, город    | Золото                                | Серебро                                        | Бронза                                          |
| 2016 Ыйсон    | Gyeongbuk Чан Хе Джи / Ли Ги Джон     | Gyeonggi A Jeong Yu-jin / Хван Хён Джун        | Gyeonggi C Соль Е Джи / Ли Джун Хён             |
| 2017 Ичхон    | Gyeongbuk Чан Хе Джи / Ли Ги Джон     | Gangwon Ким Джисон / Ли Йе Джун                | Gyeongbuk A Ким Чхо Хи / Kim Chi-gu             |
| 2017 Ичхон    | Gyeongbuk Чан Хе Джи / Ли Ги Джон     | Gangwon Ким Джисон / Ли Йе Джун                | Gyeongbuk D Ahn Jung-yeon / Kim Ho-gan          |
| 2018 Чинчхон  | Gyeonggi A Jang Hye-ri / Choi Chi-won | Gyeonggi C Kim Myung-joo / Kwon Dong-geun      | University of Seoul Lee Ji-young / Ким Мин Чхан |
| 2019 Каннын   | Gyeongbuk Чан Хе Джи / Сон Ю Джин     | Gyeonggi A Jang Hye-ri / Choi Chi-won          | University of Seoul Lee Ji-young / Ким Мин Чхан |
| 2020 Каннын   | Gyeongbuk A Чан Хе Джи / Сон Ю Джин   | Gyeongbuk B Song Yu-jin / Чон Джэ Ик           | Gyeonggi C Ким Джи Юн / Мун Си У                |
| 2021 Чинчхон  | Gangwon A Ким Мин Джи / Ли Ги Джон    | Seoul Federation Jang Yeong-seo / Чон Бён Джин | Gangwon C Ян Тхэ И / Ли Ги Бок                  |
| 2022 Чинчхон  | Seoul A Ким Джи Юн / Чон Бён Джин     | Gangwon C Kim Eun-bi / Ю Мин Хён               | Gangwon A Ким Сон Ён / Чон Ён Сок               |
| 2023 Ыйджонбу | Seoul Ким Джи Юн / Чон Бён Джин       | Gangwon B Ким Хе Рин / Ю Мин Хён               | Gangwon A Ким Сон Ён / Чон Ён Сок               |
| 2024 Чинчхон  | Gangwon B Ким Гён Э / Сон Джи Хун     | Gangwon A Ким Чхо Хи / Ли Ги Бок               | Chuncheon Ким Хе Рин / Ю Мин Хён                |
| 2025 Чинчхон  | Gangwon E Ким Сон Ён / Чон Ён Сок     | Gangwon D Ким Хе Рин / Ю Мин Хён               | Daegu B Lee Hae-in / Kim Hong-geon              |